# São Raimundo EC (Pará)
 São Raimundo EC is een Braziliaanse voetbalclub uit Santarém in de staat Pará.

## Geschiedenis
De club werd opgericht in 1944 en werd vernoemd naar de heilige Raymundus Nonnatus. In 2009 werd de club kampioen van de Série D. 

## Erelijst
Campeonato Brasileiro Série D
2009